# 麒麟麦酒
麒麟麦酒株式会社（きりんビール、Kirin Brewery Company, Limited）は、日本の酒造会社で、キリンホールディングスの連結子会社でもある。一般的な企業名表記として、片仮名のキリンビール株式会社も用いられる。
現会社は、キリンホールディングス株式会社（旧麒麟麦酒の改組により設立）のビールや発泡酒を製造する事業子会社である。企業グループは三菱グループに属する。

## 概要

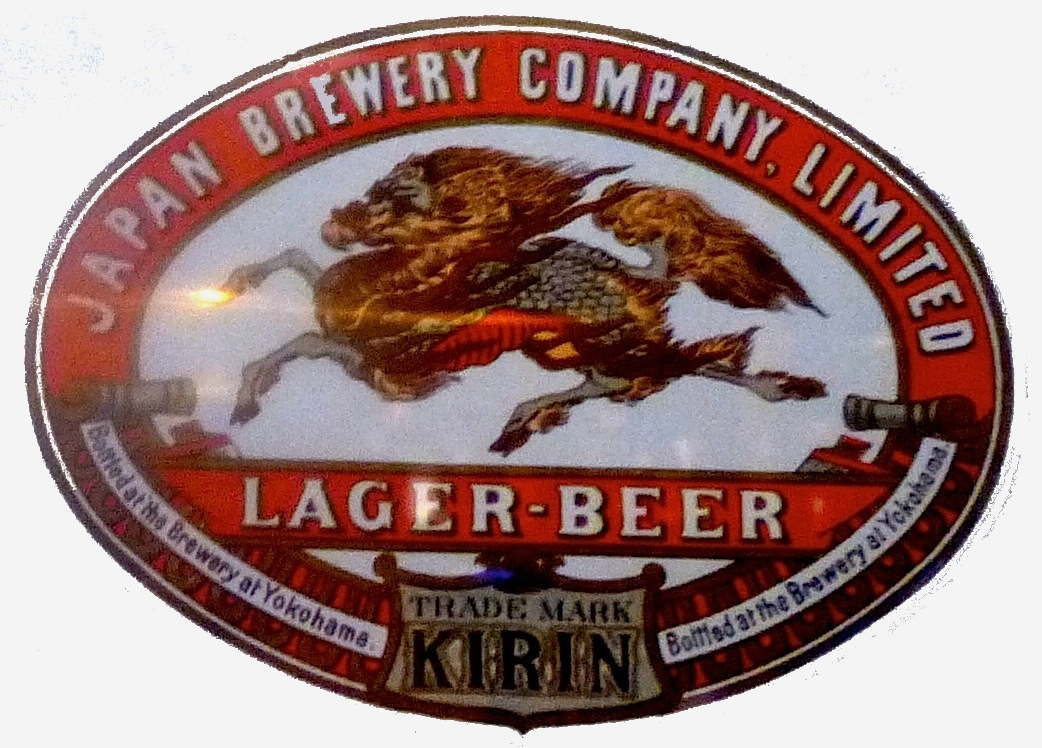
麒麟のマーク

1870年（明治3年）にノルウェー系アメリカ人ウィリアム・コープランドが、日本で初めて大衆向けにビールを醸造・販売した企業「スプリング・バレー・ブルワリー（SPRING VALLEY BREWERY、コープランドビール）」を起源とする、日本のビール事業の草分け的企業である。
幾多の変遷を経て、1907年（明治40年）に三菱財閥傘下の日本国籍会社「麒麟麦酒」として新発足。第二次世界大戦後は徐々に生産量を増やし、1954年（昭和29年）には、年間庫出量でトップシェアを獲得し、国内ビール企業の地位を確固たるものにする。アサヒビールの「アサヒスーパードライ」の台頭までは、継続的に首位を守った。2009年（平成21年）はアサヒビールがビール類（ビール・発泡酒・第三のビール）「販売数量」首位となっており、新商品の投入合戦で熾烈なシェア争奪戦を繰り広げているが、発泡酒と第三のビールでは、キリンがトップシェアを獲得していることもあって、2009年（平成21年）のビール類「出荷量」市場シェアは、キリンビールが37.7%とアサヒビールの37.5%をわずかながらも抑え9年ぶりに首位に返り咲いた。
ビールの商品構成は多品種で品揃えは業界一、2010年（平成22年）2月時点で定番ビール11銘柄（ライセンス品含む）を製造・発売している。
2007年（平成19年）7月1日、従来の事業持株会社の「麒麟麦酒（旧）」は「キリンホールディングス」と商号変更し、純粋持株会社となった。ビールなどのアルコール飲料の製造・販売事業については、1998年（平成10年）に設立されグループの共通業務を担当し、純粋持株会社制の準備に当たってきた「旧・キリンホールディングス」を改称した事業子会社「麒麟麦酒（新）」に移管された。2007年（平成19年）7月1日以降、この項目では事業会社の「麒麟麦酒（新）」について説明する。
2012年（平成24年）の到来とともに、さらなるグループ再編の一環として「製販分離」を実施。本社に残っていた営業部門を分割し、これにグループでマーチャンダイズ事業を行っていた会社を統合させ、新会社として切り離した。これを一時統合検討相手とされたサントリーグループに当てはめると、この会社が製造を担う「サントリー酒類（初代）」に、分離された新会社が販売を担う「サントリービア&スピリッツ」に、それぞれ相当する。
2013年（平成25年）には、グループ会社のキリンビバレッジ株式会社・メルシャン株式会社とともに、国内綜合飲料事業会社として、キリングループオフィス株式会社から商号変更したキリン株式会社の傘下へ異動。
2019年（令和元年）7月1日、親会社のキリン株式会社がキリンホールディングスに吸収合併され、同社の直接子会社となった。

## 沿革

### 初代・麒麟麦酒
- 1870年 - スプリングバレー・ブルワリー開設。
- 1884年 - スプリングバレー・ブルワリー売却[6]。
- 1885年[6]
  - 5月初旬 - 新会社の設立準備委員会を開催。
  - 7月21日 - 新会社の「設立趣意書」を審議・採択(7月22日発行)。そこには社名をジャパン・ブルワリー・カンパニー(Japan Brewery Company)とすること、香港で出願し香港法人になったこと、土地・事務所のこと、株式公募のこと等が記載されていた。
- 1888年2月 - 最初のビール仕込み。その後、「キリンビール」のブランド名にて発売[7][8]。
- 1889年 - 「キリンビール」ラベル図柄の変更。「麒麟」が大きく描かれた、現在に至るまで親しまれているデザインとなった[7][8]。
- 1907年 - 麒麟麦酒株式会社設立。
- 1918年 - 神崎工場完成（後の尼崎工場→1996年閉鎖）。
- 1919年 - 「キリン黒ビール」発売。
- 1923年 - 東洋醸造株式会社を合併し、仙台工場とする。
- 1926年 - 横浜工場完成。
- 1928年3月16日 - 炭酸飲料「キリンレモン」発売。
- 1932年 - 「キリンスタウト」発売。
- 1933年 - 販売協定を結ぶため「麦酒共同販売会社」を設立。
- 1938年
  - 富田製壜工場完成。
  - 広島工場完成（1998年閉鎖）。
- 1943年 - ビールメーカー各社の商標が廃止され、各社ともラベルは「麦酒（家庭用・業務用）」に統一される。
- 1949年 - ビールの配給制度が廃止され、直接販売が復活。出荷制限も解除され、本格的自由販売が再開、「キリンビール」の商標が復活する。
- 1954年 - 「キリンジュース」発売。
- 1957年 - 東京工場完成（1998年閉鎖）。
- 1960年 - 「キリン缶ビール」発売。
- 1965年 - 本店を東京都中央区京橋に移転。
- 1966年 - 福岡工場完成。
- 1972年 - キリン・シーグラム株式会社（現：キリンディスティラリー）設立。
- 1976年 - 「キリントマトジュース」発売。
- 1977年 - 本店を東京都渋谷区神宮前に移転。
- 1979年
  - 4月 - 栃木工場完成（2010年閉鎖）。
  - 8月 - 「キリンメッツ」発売。
- 1985年 - 「キリン生ビール（瓶ビール）」（別名"青ラベル"）発売。
- 1986年
  - 5月 - 北海道千歳工場完成。
  - 9月 - 麦芽100パーセントの生ビール「ハートランドビール」発売。
  - 10月 - 紅茶飲料「午後の紅茶」発売。
- 1988年 - ドライビールブームの全盛期、「キリンドライ」が発売される。また、麦芽100パーセントの生ビール「キリンファインモルト」も発売。
- 1989年 - 「キリンビール」が「キリンラガービール」に名称変更、「キリン生ビール」が大幅に改良されて「キリンファインドラフト」に改名。また、麦芽100%のオールモルトドライビール「キリンモルトドライ〈生〉」や味わいにこだわった生ビール「キリンファインピルスナー〈生〉」も発売される。
- 1990年 - 一番搾り麦汁を使用した「キリン一番搾り生ビール」発売。また、「キリンファインドラフト」が「キリンドラフト」に改名。
- 1991年 -
  - 松任谷由実の「DAWN PURPLE TOUR 1991-1992」に協賛。以降10年間に渡り、松任谷のコンサートツアーに協賛。
  - 清涼飲料水部門を分割し「キリンレモン株式会社」に統合。「キリンビバレッジ株式会社」発足。
  - 「キリンプレミアムビール」発売。一番搾り麦汁を使用した熱処理ビール。
  - 秋季限定発売の熱処理ビール「キリン秋味」発売開始。
- 1993年
  - 北陸工場完成（2010年閉鎖）。
  - アンハイザー・ブッシュ社からライセンスを受け、バドワイザーの生産・販売開始（これ以前はサントリーがライセンス契約をしていた。なお、北米では逆方向のライセンスで、アンハイザー・ブッシュ社が、キリン一番搾りなどのビールを製造・販売している）。
- 1995年 - 本社を東京都中央区新川に移転
- 1996年
  - キリンラガービールが熱処理方式から熱処理しない「生ビール」に品質変更し、アルコール度数を4.5%から5%に引き上げた（ただし業務用の「キリンラガー樽詰」は1995年に一般向けに先行して生ビール化している）。味も従来より爽快感を高め、軽めに変更。しかし、ラガーは重さが特徴だったため、これまでのラガーユーザーは次々と離れてしまった。また、実質的な後継商品であるキリン一番搾り生ビールのヒット後も並行販売していた「キリンドラフト（旧キリン生ビール）」が販売終了となった。
- 1998年
  - キリンラガービールが、生ビール化してからは初めての味の変更を行う。コクと苦味を高め、ラガーらしさを持ち直した。
  - キリン初の発泡酒「麒麟淡麗〈生〉」発売。この年の大ヒット商品となる。
  - キリングループ3社、サッカー日本代表のオフィシャルスポンサー単独契約。
- 2000年
  - パッケージデザインに山本容子、田中秀幸、326を起用した数量限定ビール「キリン21世紀ビール」発売[9]。
- 2001年
  - 「キリンクラシックラガー」発売。ラガービール本来の熱処理方式であるオリジナルのキリンラガービールが5年ぶりに復活。当初は瓶ビールのみ。
  - 缶チューハイ「氷結果汁」（のちに「氷結」に改名）発売。
- 2002年
  - 発泡酒「淡麗グリーンラベル」発売。サントリー・ダイエットとともに糖質オフ発泡酒の先駆け。
  - 発泡酒「キリン 極生」発売。翌年には黒い色をした発泡酒「キリン 生黒」を発売。
- 2005年 - ビール風味のアルコール飲料「キリン のどごし〈生〉」発売。
- 2006年
  - 5月12日 - 持株会社化の一環として、キリンビバレッジのTOBを6月15日まで実施し、キリンビバレッジの発行済株式総数（55,002,370株）の97.07%（53,392,016株）を取得。
  - 7月12日 - 出荷統計量の発表でキリンがビール関連飲料で一位になった。二位のアサヒビールとの差は0.3ポイント。「のどごし」が好調だったのが良かったと報じている。アサヒビールの「ぐびなま。」も好調だったがあと一歩で一位を逃してしまった。
  - 10月1日 -
    - ヤクルト本社と共同で、「キリン ヤクルト ネクストステージ」を設立。両社の健康・機能性食品事業を統合し、両社のチャネルで販売を開始（2007年（平成19年）1月1日、「キリン ウェルフーズ」の大部分を新会社へ移管し、事業統合完了）。
    - 略式株式交換により、キリンビバレッジの全株式を取得し完全子会社化する。

  - 11月16日 - メルシャンと資本業務提携を発表。その上でメルシャンの発行済み株式の50.12%を友好的TOBによって取得すると発表。TOB成立後は子会社化し、ワインと加工用酒類をメルシャンに、焼酎とチューハイ・カクテル類をキリンに集約する予定とされた。ウイスキー、ブランデーなどの処遇はこの時点では未発表。
  - 12月26日 - TOBの成功により、メルシャンを連結子会社化。
- 2007年
  - 創業100周年。3月の「キリン・ザ・ゴールド」を皮切りにビール系新商品を大量投入。また、「クラシックラガー」以来となる熱処理ビールの新商品を2点投入。発売されたビール・発泡酒・新ジャンル（すべて限定品は除く）は次の通り。
    - グランドエール（チルドビール、無濾過）
    - キリン・ザ・ゴールド（麦芽100%、熱処理ビール）
    - ニッポンプレミアム（麦芽100%、熱処理ビール）
    - 一番搾りスタウト（麦芽100%、生ビール）
    - 円熟黒（発泡酒）
    - 良質素材（新ジャンル、リキュール類）
    - スパークリングホップ（新ジャンル、リキュール類）

  - 1月1日 - 「キリン ウェルフーズ」の健康・機能性食品事業を「キリン ヤクルト ネクストステージ」へ会社分割により移管。キリンウエルフーズは商品の製造と癌プロモーター作用を持つ成分が含有されていることが厚生労働省から指摘され、自主回収することとなったアガリクス商品などの回収業務、事後対応のみを対応することになった。
  - 2月 - ハイネケン社および、同社との合弁会社ハイネケンジャパン社からライセンスを受け、缶ビールに限り国内生産開始。
  - 4月3日 - 三菱グループ内の食肉関連事業の再編として、グループ会社・米久の全株式を5月1日より順次三菱商事へ譲渡することを発表。

### 2代目・麒麟麦酒
- 2007年
  - 7月1日 - 純粋持株会社制に移行し、それまでの麒麟麦酒株式会社は「キリンホールディングス株式会社」に社名変更。国内酒類事業を統括する（新）「麒麟麦酒株式会社」（旧・キリンホールディングス株式会社）、医薬事業を手がける「キリンファーマ株式会社」の2つの事業会社と、グループ間の業務サポートを担う「キリンビジネスエキスパート株式会社」に会社分割。持ち株会社の準備会社として運営されていた旧・キリンホールディングスを事業子会社の麒麟麦酒株式会社（新社）に商号変更し、6月末までの麒麟麦酒株式会社（旧社）の国内酒類事業（ビール系飲料、RTD）を新社に移管し、さらに、子会社のメルシャンからは、RTD、焼酎、梅酒、洋酒（一部商品を除く）、合成清酒の販売が新社に移管され、逆に旧社のワイン販売事業をメルシャンへ移管した。

（※以降、麒麟麦酒株式会社（新社）の歴史のみを記載。そのほかグループ全体の歴史や各事業子会社の歴史は、キリンホールディングスなどを参照。）
  - 8月29日 - キリンカクテル スパークル発売。缶カクテル市場へ参入。
  - 10月17日 - 新ジャンル・スパークリングホップ発売。同時に新ジャンルとしては業界初となる瓶容器を発売。
- 2008年
  - 2月20日 - 健康志向の発泡酒「麒麟ZERO」発売。
  - 4月2日 - メルシャンブランドで販売されていたRTD全商品（「本搾り」「ギュギュっと搾った。」）をリニューアルと同時にキリンブランドに移管。
  - 4月9日 - メルシャンブランドで販売されていた一部焼酎（「白水」の一部、「火唐」・「火の麦」全商品）をリニューアルと同時にキリンブランドに移管。
  - 6月24日 - 環境省の「エコファースト制度」に認定。
- 2009年
  - 3月 - 「キリン一番搾り生ビール」を、麦芽100%のオールモルト生ビールにリニューアル。
  - 4月8日 - 世界初のアルコール0.00%を実現したノンアルコール・ビールテイスト飲料「キリンフリー」を発売。
  - 6月1日 - ギネスの販売を開始。そのほかディアジオ・モエヘネシー社（英）との合弁会社「キリン・ディアジオ株式会社」（現・ディアジオジャパンアドミニストレーションサービシーズ株式会社）を設立。
  - 8月31日 - 本社を東京都渋谷区神宮前の原宿本社ビルに再移転（登記上の本店の所在地は変更せず）。
  - 10月1日 - ディアジオ・モエヘネシー社が行ってきた海外生産の洋酒（ジョニー・ウォーカー、ホワイトホース、I.W.ハーパーなど13銘柄）の輸入販売を同社から譲受。
- 2010年
  - 1月15日 - 2009年におけるビール類の出荷量（課税ベース）にて同社が2000年以来9年ぶりの首位と発表された[3][10]。ただし、販売数量ではアサヒビールが首位であり、統計によって順位が異なるという初の「珍現象」が発生[3][10]。
  - 2月8日 - グループ会社のキリンビバレッジも原宿本社ビルへ本社機能を移転。
  - 2月中旬 - キリンラガービールが、生ビール化してからは2度目の味の変更を行う。よりホップを利かせ、苦味と飲み応えを高めた。
  - 12月 - メルシャン株式会社を完全子会社化。
- 2011年3月11日 - この日発生した東日本大震災により、宮城県仙台市宮城野区にあるキリンビール仙台工場が被災。屋外に設置されているビールタンク15基の内4基が倒壊するも、醸造設備など全体的に壊滅的な被害は免れたと発表。また茨城県取手市にあるキリンビール取手工場でも震災の影響で建物の一部損壊が確認された。
- 2012年
  - 1月1日 - 営業部門を分割し、キリンマーチャンダイジング株式会社と統合させ新会社「キリンビールマーケティング株式会社」発足[4]。
  - 7月1日 - ワイン・梅酒・焼酎の販売元をメルシャンに再移管。従来キリンブランドで販売されていた商品もメルシャンブランドで販売される。
- 2013年
  - 1月1日 - キリンホールディングス株式会社が保有していた当社の全株式をこの日発足した国内綜合飲料事業会社（中間持株会社）であるキリン株式会社に譲渡され、同社の傘下に移行する。
  - 4月 - キリングループ各社の本社機能を東京都中野区中野の再開発地域「中野四季の都市」に移転（5月までに登記上の本店も中野に移転）。
  - 11月14日 - キリン株式会社のコーポレートサイトおよびキリンビバレッジ株式会社・メルシャン株式会社のウェブサイトが当社ウェブサイトに統合され、キリン株式会社のウェブサイトに集約される。
- 2014年
  - 源流のウイリアム・コープランドの業績と理念を引き継ぎ運営されている横浜工場内のパブブルワリー（醸造所併設レストラン）「スプリングバレー」を母体にクラフトビールブランド「SPRING VALLEY BREWERY」を立ち上げ、その運営子会社である「スプリングバレーブルワリー」を設立。
- 2015年
  - 3月25日 - パブブルワリー「SPRING VALLEY BREWERY TOKYO」をLOG ROAD DAIKANYAMA内に開設。かねてからあった横浜（横浜工場）のパブブルワリーは改装再オープン[11]
- 2016年
  - 10月12日 - ブルックリン・ブルワリーと資本提携を発表。ブルックリン・ブルワリーの 24.5%を所有する株主となり、協力して日本やブラジルでブルックリン・ブランドの商品の販売に当たることが発表された[12]。
- 2017年
  - 2月1日 - ブルックリン・ブルワリーとの合弁会社「ブルックリンブルワリー・ジャパン」を設立。
  - 9月7日 - スプリングバレーブルワリー3店目を京都に開店[13]。
- 2019年
  - 7月1日 - 親会社のキリン株式会社がキリンホールディングスに吸収合併され消滅したため、同社の直接子会社となる。
- 2021年
  - 3月23日 - パブブルワリー「SPRING VALLEY BREWERY」で提供してきた、クラフトビール「SPRING VALLEY 豊潤＜496＞」の缶商品を横浜工場を始め全国のキリンビール工場で製造し、全国のスーパー・コンビニ等で発売[14]。「496」は完全数の1つである。1から31の自然数の総和が496になることから「1か月、毎日飲んだとしても、飽きることがないビール」の意を含ませてある[15]。

## ブランド名とラベルデザインの由来

### ブランド名
「麒麟（キリン）」という名前の由来については諸説あるが、当時の記録によると、幹部の荘田平五郎の提案によるものであることがわかっている。
「麒麟」は、空想の古代中国の聖獣（霊獣）で、縁起が良いとされており、命名当時、海外のビールで、動物名が多く用いられていたことにちなみ、かつ日本人に受け入れられやすい名称として導入したという説がある。
また、創業者コープランドの親しい友人の名前である「カリン」から来ているという説もある。

### ラベルデザイン
- 「麒麟ビール」発売時に導入された初代ラベルは、朝陽を浴びて、駆け出そうとしている麒麟であった[17]。スプリング・バレー・ブルワリー社時代に製造したボックビール（果実のような芳香や麦芽の風味を重視した高濃度のビール）のシンボルマークの山羊をヒントに、中国の聖獣「麒麟」を組み合わせたという説がある[要出典]。
- その後採用されたデザインは、1889年（明治22年）にT・B・グラバーの提案（彼は太宰府天満宮にある麒麟像を気に入っていた）でデザインされたと言われているもので[18]、現在のラガービールやクラシックラガーのラベルデザインの原型となった。戦中を除いて現在まで受け継がれている。
- ビールや一部の清涼飲料のラベルに用いられている麒麟の絵の中には隠し文字、カタカナの「キ」、「リ」、「ン」の文字がデザインされている。同社によると隠し文字の発祥は「当時のデザイナーが遊び心でデザインしたという説」と「偽造防止説」があるが明確な理由は関東大震災で資料を紛失したため不明であり、導入された時期も不明瞭であるが大正時代の商品ラベルの一部には導入が確認されている[19][20]。
  - キ：耳と角の間
  - リ：たてがみの中央に横向き
  - ン：尾の上部

※ 麒麟のひげは、創業に関わったグラバーのひげがモチーフだと言われている。
- 現在使用されている麒麟にも、良く見ると少しずつ違いがある。ここでは、シルエットではなく、体に模様が描かれている麒麟の模様について触れる。
  - 瓶製品の麒麟には、毛の模様がしっかり描かれている。「キ」「リ」「ン」の隠し文字もはっきり書かれている。（ビヤ樽や、缶製品の一部にも、これが採用されている）
  - 缶製品の麒麟は、瓶製品と比べ、毛の模様が簡略化されているが、1998年（平成10年）以降のほとんどの缶製品の麒麟には、隠し文字もちゃんと書かれている。炭酸飲料のNUDAの麒麟は、これである。（瓶製品の場合でも、麒麟が小さい場合などに、これが採用される場合がある）
  - 1998年（平成10年）以前の缶製品は、模様がさらに簡略化されており、隠し文字が入っていない。現在も、麒麟がかなり小さい場合は、これが採用される場合がある（これも当時の瓶製品の一部でも採用されていた）。
  - それ以外には、1995年（1994年と同デザインであるが、側面の能書きを変更した際に、麒麟も変更した） - 1997年までの缶のキリンラガーには、毛の模様が、1998年以前の缶製品と同程度まで簡略化されているが、隠し文字の入っている麒麟が採用されていた。
- 麒麟のデザインは、1889年（明治22年）に、広島県出身の漆工芸家である六角紫水が制作[20]、もしくは版画･洋画家の山本鼎の作ともいわれるが、諸説あり正確には判明していない[18]。

## キリン原宿旧本社ビル

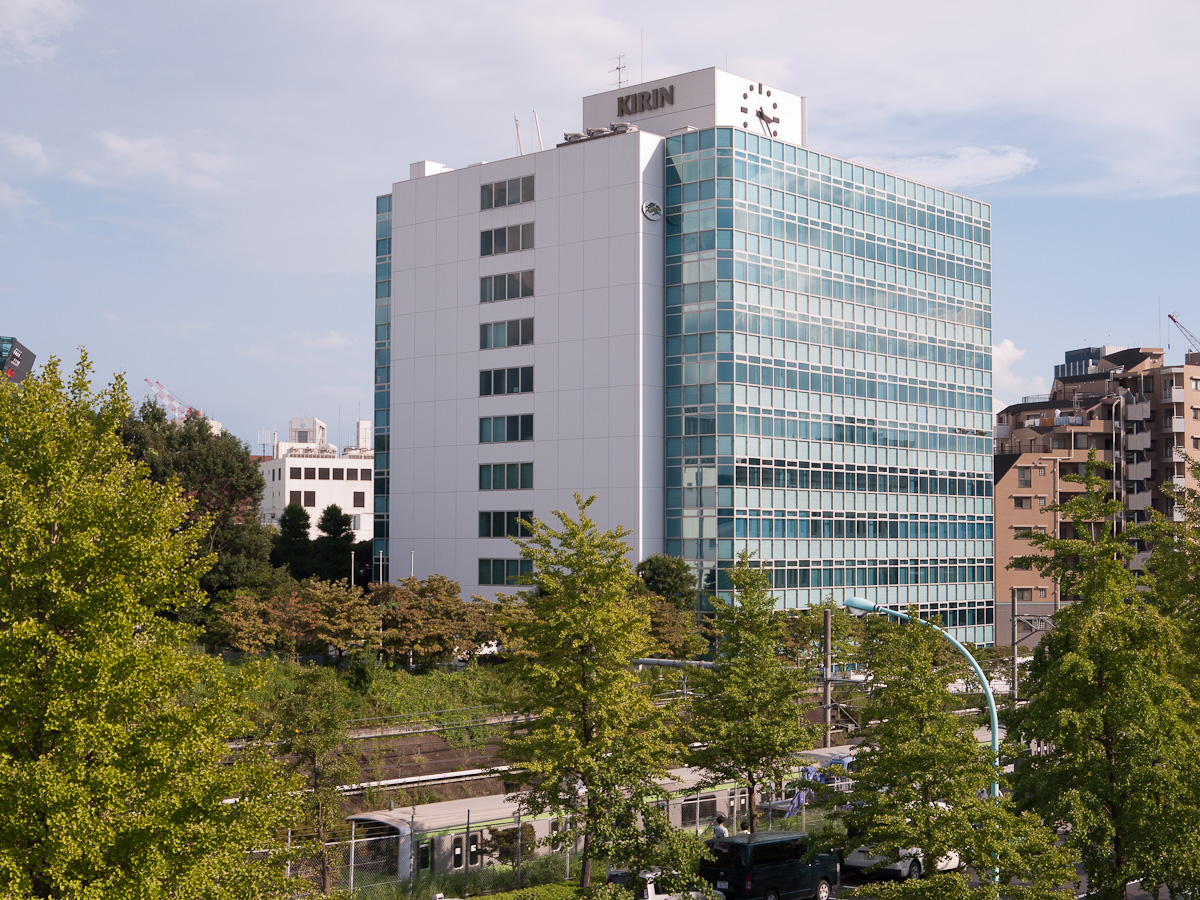
キリン原宿旧本社ビル

キリン原宿旧本社ビルは、東京都渋谷区神宮前六丁目26番1号に所在した、麒麟麦酒株式会社（以下「キリンビール」）の本社社屋である。ビルは明治通りと山手線に挟まれた高台の、かつては穏田と呼ばれた地区にあり、約1,800坪の敷地に対して建坪は500坪に過ぎず、残りは日本庭園となっている。
このビルが竣工してキリンビールの本社となったのは1976年（昭和51年）で、当時創立70周年を迎えたキリンビールは、他社によって建築中だったこのビルを土地ごと購入、改装して本社社屋としたものである。このビルはもともと高級マンション仕様として設計・建築されており、余裕のある建物配置や内部構造はこの事情に由来している。
1995年（平成7年）には一旦本社機能が中央区新川に移され、このビルは麒麟麦酒の医薬事業の事務所として使用されることになった。
しかしながら2009年（平成21年）8月には麒麟麦酒株式会社の本社はここに再移転、翌2010年（平成22年）2月にはキリンビバレッジ社の本社もこのビルに移転された。これは、キリングループ内における飲料グループ同士のシナジー効果を図るという経営戦略に基づいたもので、この2社本社機能隣接の際には、キリン原宿旧本社ビル内の設備・設計も大幅に改装された。
ただキリングループの国内主要子会社の本社を一箇所に集約することになり、同ビルはその目的にはやや手狭であることなどから、2013年（平成25年）に本社機能を中野区の中野セントラルパークサウスに移転した。これに伴い当ビルは新川のキリンホールディングス本社などと共に売却され、2015年3月に一般社団法人 巨樹の会 原宿リハビリテーション病院が開業した。

## コーポレート・スローガン、キャッチフレーズ
- 「衆議一決!ビールはキリン」（1949年） - 戦時中から中断していたビールの銘柄商標復活に伴い、社員募集によって選ばれたキャッチコピー。
- 「品質本位のキリンビール」（1950年頃 - 1984年3月）
- 「家中みんなキリン・キリン」（1960年代）
- 「どういうわけかキリンです」（1971年頃）
- 「生きてる限りキリンビール」（1970年代）
- 「中位もいいさ（キリンビール中瓶）」（1970年代）
- 「ビールの世界も、いろいろで」（1977年）
- 「基本だな、キリンビール」（1980年代）
- 「気分を洗う時間です、キリンビール」（1980年代）
- 「21世紀へ乾杯 KIRIN」（1984年4月 - 1989年3月） - 昭和天皇崩御直後に各テレビ局へ出稿されたCMではキャッチフレーズの使用が自粛され、ブルーバックにKIRINロゴのみの表示へ差し替えられた。
- 「一枚のラベルにロマンがある。キリンビール」（1985年）
- 「BEER'S NEW 〜どこまでおいしくなれるだろう〜」（1989年4月 - 12月）
- 「ラガーには味がある。キリンラガービール」（1989年） - 「キリンビール」の商品名だったラガービールが「キリンラガービール」に名称変更した際のキャッチコピー。
- 「うまいが一番。」（1990年） - 「キリン一番搾り」発売当初のキャッチコピー。
- 「新鮮な明日へ KIRIN」（1993年 - 2002年） - サウンドロゴでは、1997年1月 - 2月及び12月の「キリン一番搾り」同年4月 - 7月までの企業CM[注釈 3]、7月 - 8月の「キリンラガービール」は、長野オリンピックのロゴマークとの併用バージョン。
- 「キレ味、だいご味。キリンラガービール」（1994年）
- 「ラガーは生へ。味のある生へ。キリンラガービール」（1996年） - キリンラガーが熱処理しない方式のラガービールに品質改良する際のキャッチコピー。
- 「ジョッキで飲もう。キリンラガービール」（1996年 - 1997年） - キリンラガーが熱処理しない方式のラガービールに品質改良直後のキャッチコピー。
- 「ビールにも21世紀はやってくる」（1997年）-「うまい!キリン」は1997年12月17日朝刊にも使われていた。
- 「この国には、キリンラガービールがあります。」（1998年）
- 「うまい!キリン」（1999年 - 2002年） - 2000年以降は、サウンドロゴを表示しなくなった。
- 「うれしいを、つぎつぎと。KIRIN」（2003年 - 2006年） - サウンドロゴは、どの商品にも公表している。
- 「スキッと飲めて、ググッとうまい」（2005年） - キリン のどごし〈生〉のキャッチコピー。
- 「時代は変わる、ラガーは変わるな、キリンラガービール」（2006年 - 2020年）
- 「おいしさを笑顔に KIRIN」（2007年 - 2019年1月） - スポンサークレジットは『KIRIN キリンビール』に変更。キリンビバレッジなどグループ各社もこのスローガンに統一。サウンドロゴは2008年まではCMの最後に表示されていたが、2009年からは「キリン！[注釈 4]」のサウンドロゴへのリニューアルと同時にCM冒頭に表示されるようになった（新聞などの広告では、バドワイザー・ハイネケン・アルカリイオンの水・小岩井・トロピカーナ・ボルヴィックでは使用されていない）。
- 「親。子。人は続く。キリンビール」（2008年 - 2009年）
- 「NIPPON ICHIBAN ニッポンを楽しもう。」（2009年 - 2010年） - 一番搾りのキャッチコピー。
- 「ガツン!とくる。それがビール。キリンラガービール。」（2010年）
- 「よろこびがつなぐ世界へ KIRIN」（2019年2月 - ） - 2019年2月14日に麒麟麦酒を含むキリングループ共通のコーポレートスローガンとして新たに制定。ちなみに、コーポレートロゴもマイナーチェンジされ、「KIRIN」ロゴの左隣に麒麟のイラストが追加された[26]。

※ なお、コーポレート・スローガンやキャッチフレーズではないが、2006年10月から、全ての酒類系飲料のCMにおいて、『飲酒運転は法律で禁止されています。』という字幕がサウンドロゴに併記されるようになった。ただし、2007年から共通のサウンドロゴをキリンビバレッジ（アルカリイオンの水・小岩井・トロピカーナ・ボルヴィックの各ブランドを除く）でも使用する関係で字幕を外すことになり、代わってCM本編内に字幕を表示している。
- 「いい風、吹け。」（2024年 - ） - キリンビール 晴れ風のキャッチコピー。

### 各地域のキャッチコピー
キリンビールは全国各地に統括支社を設置し、その地域に合わせたキャンペーン活動を展開している。

| - 北海道 - 「北海道のヨロコビール。」 - 東北6県（青森県・岩手県・宮城県・秋田県・山形県・福島県） - 「東北の恵みに感謝!」 - 茨城県 - 「茨城のうまい!に乾杯」 - 栃木県 - 「おいしさ栃木産」 - 群馬県 - 「はばたくぐんまに乾杯!」 - 埼玉県 - 「さいたまの楽しいに感謝」 - 千葉県 - 「元気な千葉に乾杯!」 - 神奈川県 - 「横浜生まれのキリンビール」 - 新潟県 - 「元気発信。にいがた」 - 山梨県 - 「元気な甲斐にキリンで乾杯」 - 長野県 - 「信州のうまいにカンパイ!」 - 富山県 - 「キトキト。」 - 石川県 - 「やっぱり、じわもん!」 - 福井県 - 「つるつるいっぱい、キリンビール。」 - 静岡県 - 「さすが静岡、ビール通!」 - 東海3県 - 「昔ッから、決まッとる。」 - 愛知県 - 「ナゴヤに感謝、ナゴヤに乾杯。」 - 愛知県三河地方 - 「三河に感謝、三河に乾杯。」 - 岐阜県 - 「岐阜に感謝、岐阜に乾杯。」 - 三重県 - 「三重に感謝、三重に乾杯。」 | - 滋賀県 - 「滋賀のええもんに乾杯!」 - 京都府 - 「京都が好き!京都に乾杯!」 - 大阪府 - 「おおきに大阪!キリンで元気!」 - 兵庫県 - 「ありがとうひょうご！」 - 奈良県 - 「奈良の『ほんもの』キリンで乾杯!」 - 和歌山県 - 「つれもて飲むらキリン!」 - 鳥取県・島根県 - 「カンパイ!おいしさ山陰産」 - 岡山県 - 「岡山産がえ〜じゃないか!」 - 広島県 - 「ひろしまのみなさまに、ありがとう!」 - 山口県 - 「やまぐちの恵みにかんぱい!」 - 徳島県 - 「キリンは徳島を応援します。」 - 香川県 - 「楽しく香川を盛りあげ隊!」 - 愛媛県 - 「広げよう!“愛”ある想い“愛”ラブ愛媛」 - 高知県 - 「たっすいがは、いかん!」 - 福岡県 - 「すいとー!福岡」 - 佐賀県 - 「うまSAGA際立つ」 - 長崎県 - 「ふるさと長崎に乾杯!」 - 熊本県 - 「元気で明るいくまもとに乾杯!」 - 鹿児島県 - 「ありがとう鹿児島、南の風に乾杯!」 - 沖縄県 - 「島のごちそう時間」 |

## 事業所

### 本部機能
本社
東京都中野区中野4-10-2 中野セントラルパークサウス（中野四季の都市）JR東日本中央線（快速）・中央・総武緩行線・東京メトロ東西線「中野駅」北口より徒歩約5分。
かつて存在した旧原宿本社は、もともと医薬品事業の統括を行っていた事務所であり、持株会社制移行で新麒麟麦酒（キリンビール）が酒類に専念することとなったため、キリンファーマ本社を経て、協和発酵キリンの事業部などグループ企業が入居していたが、2009年（平成21年）8月、キリンビール本体の営業本部が原宿に再移転した（登記上の本店は中央区新川に残る）。2013年（平成25年）5月までに本社・登記上の本店を中野に移転した後、原宿本社ビルと新川ビルは売却され、旧原宿本社ビル跡には、佐賀県に本部を置き九州を中心に医療施設を展開する一般社団法人巨樹の会による医療施設「原宿リハビリテーション病院」が2015年（平成27年）3月に開業した。

### 工場
| 工場名         | 工場 番号 | 操業年 | 住所                                   | 飲食施設                                                                              | 備考 |
| -------------- | --------- | ------ | -------------------------------------- | ------------------------------------------------------------------------------------- | --- |
| 北海道千歳工場 | 31        | 1986年 | 北海道千歳市上長都949-1                | ハウベ                                                                                | かつては清涼飲料専門工場であり、社内では「レモン工場」と呼ばれていた。                                                                                              |
| 仙台工場       | 14        | 1923年 | 宮城県仙台市宮城野区港2-2-1            | キリンビアポート仙台                                                                  | 1919年に仙台で創業した東洋醸造（フジビール）を買収し、1923年より同社工場を当社3番目の工場とした。1983年に現在地に移転。仙台臨海鉄道仙台西港駅から専用鉄道が通じる。 |
| 取手工場       | 24        | 1970年 | 茨城県取手市大字桑原188-1              |                                                                                       | |
| 横浜工場       | 28        | 1926年 | 神奈川県横浜市鶴見区生麦1-17-1         | SPRING VALLEY BREWERY YOKOHAMA（スプリングバレーブルワリー横浜） キリンビアポート横浜 | 本社工場（山手工場、旧スプリング・バレー・ブルワリー）を関東大震災の被災のため移転。                                                                                |
| 名古屋工場     | 12        | 1962年 | 愛知県清須市寺野花笠100                | BREWER'S HOUSE（ブルワーズハウス）                                                    | |
| 滋賀工場       | 17        | 1974年 | 滋賀県犬上郡多賀町大字敏満寺字犬掛1600 |                                                                                       | |
| 神戸工場       | 11        | 1997年 | 兵庫県神戸市北区赤松台2-1-1            | 丘の上のビアレストラン                                                                | 尼崎工場（後述）の後継工場として操業。 |
| 岡山工場       | 15        | 1972年 | 岡山県岡山市東区瀬戸町万富678          |                                                                                       | |
| 福岡工場       | 61        | 1966年 | 福岡県朝倉市馬田字上原3601             | キリンビアファーム                                                                    | |

#### 鉄道輸送

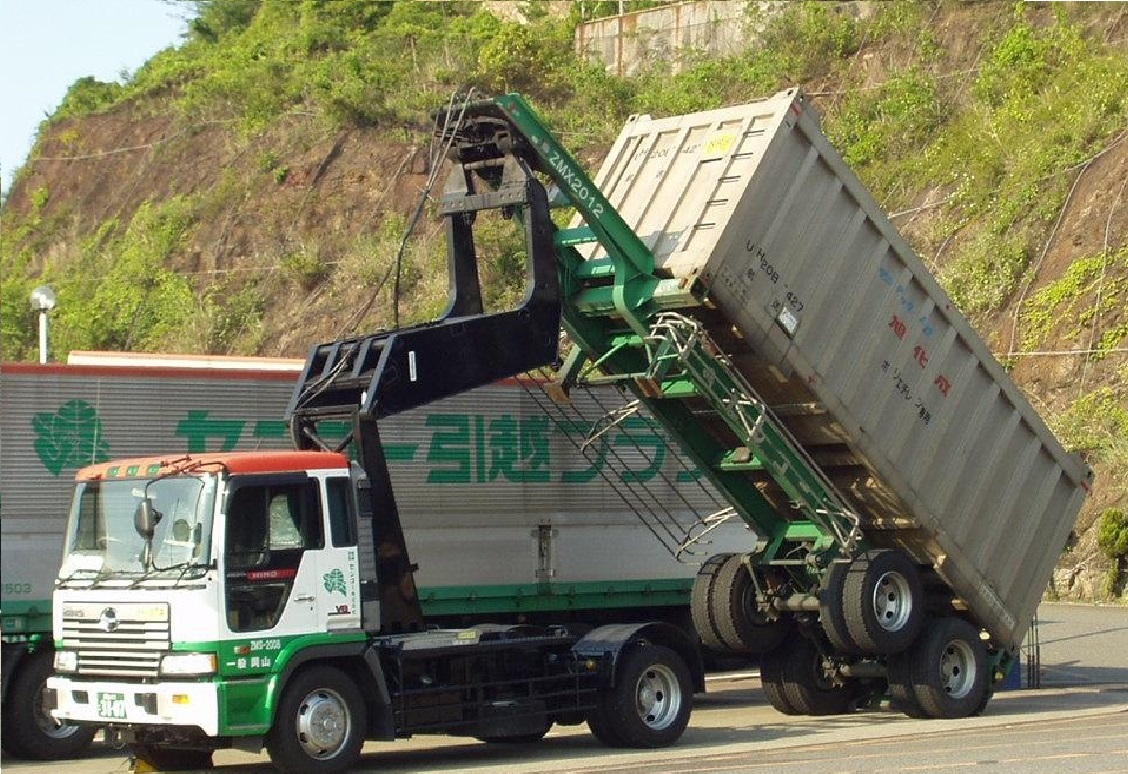
【麦芽輸送のイメージ】
粒状の化学樹脂や、各種類の穀物を牽引トラクターに特別に装備されている装置で、積載されたコンテナをそのままダンプカーのように持ち上げて、効率よく排出する。（岡山／倉敷市内）

麒麟麦酒は鉄道貨物との繋がりが深く、1984年（昭和59年）2月の「59・2」ダイヤ改正まではほとんどの工場で専用線を所有していた。この専用線を使って、ワム80000形貨車(ビール輸送専用番台)による製品輸送や、私有貨車（国鉄ホキ9800形貨車）によるビール原料である麦芽の鉄道貨物輸送を行っていた。
その後、輸送に関わっていた従来の鉄道貨車は全て廃棄されて、現在は唯一専用線が残っている仙台工場のみ、鉄道コンテナによる製品出荷を行なっている。なお、従来ホッパ貨車で大量に輸送されていた麦芽は、国内産品は契約運送会社のバルク車で納入し、大半を占める輸入品は全量をコンテナ内部に大きな袋を吊るした海上コンテナを使い、全国の工場で納入されている。
営業関係の拠点は分社実施により全て新会社「キリンビールマーケティング」に移され、現在麒麟麦酒本体に残るのは商品の開発・製造に関係する拠点のみである。なお、両社とも本部機能は中野四季の都市に置く。

#### かつて存在した工場
- 高崎工場（1965年操業、2000年閉鎖：群馬県高崎市）
  - 跡地は高崎森永が建つ。
- 栃木工場（1979年操業、2010年閉鎖：栃木県塩谷郡高根沢町[31]）
- 東京工場（1957年操業、1998年閉鎖：東京都北区）
  - 跡地は一部を除きリクルートコスモス・読売新聞社・日刊スポーツ印刷社に分割売却
- 北陸工場（1993年操業、2010年閉鎖：石川県白山市[32]）
  - 跡地はジャパンディスプレイの石川工場が建っていたが、2020年8月に土地と建物をシャープに売却。
- 京都工場（1968年操業、1999年閉鎖：京都府京都市南区）
  - 宝酒造が「タカラビール」の銘柄でビール製造を行っていた工場を、同社のビール事業撤退により譲り受けたもの。閉鎖後も一部を残し「キリンビアパーク京都」が2003年まで開設されていた。跡地はその後もキリンが保有していたが、一部をイオンモールに売却しイオンモール京都桂川が2014年10月開業。
- 尼崎工場（1918年操業、1996年閉鎖：兵庫県尼崎市）
  - 操業当初は「神崎工場」だった。一部設備は神戸に移されており、跡地は現在あまがさきキューズモールが建つ。
- 広島工場（1938年操業、1998年閉鎖：広島県安芸郡府中町）
  - 市販向け工場としての役目を終えた後も、キリンビアパーク広島内「キリン広島ブルワリー」として樽詰ビールのみの生産を2010年まで行っていた。跡地は現在イオンモール広島府中が建つ。
- 富田製壜工場（1938年竣工、2002年閉鎖：山口県周南市）
  - 瓶製造工場。缶製品が主流となり、瓶製品のリサイクルが向上したため製造が減少、1992年に子会社KYCに移管されてKYC富田工場となり、2002年8月で操業終了。跡地はイオンタウン周南。

#### 旧本社工場（現在の横浜工場）について
- 現在の横浜工場は、関東大震災で崩壊した旧本社工場（旧スプリング・バレー・ブルワリー、横浜市山手天沼=現在の中区千代崎町）を移転する形で開設された[33]。そのため、キリンビール関係者は横浜工場を「現存するビール工場としては日本で一番伝統がある工場である」「日本で最初のビール工場を引き継いでいる」と説明している。
- 旧本社工場跡は、今は「キリン園」という公園と横浜市立北方小学校になっており、キリン園には「麒麟麦酒開源記念碑」と「文化遺跡 日本最初麦酒工場（横浜市建立）」の記念碑が建っており、小学校の校庭にはビール井戸が二つ残っている。
- コープランドが旧本社工場用地を天沼に決定した理由は、山腹からわき出る清水の味からだと言われている[33]。スプリング・バレーの語源もそこから来ている。
- 旧スプリング・バレー・ブルワリーで造られたビールは、当時の広告からは、上面発酵の 3種（ペールエール、ポーター、ジンジャエール）と下面発酵の3種（ラガービール、ババリアンビール、ボックビール）の計6種類であったことが確認されている。商品名としては、「ババリアンビール」、「ラガービール」、「横浜ビール」などとつけられていたが、当時の日本人には外国語はなじまなかった。そのため、「麒麟」ブランドが誕生するまでは、工場の地名にちなみ「天沼ビアザケ」と呼ばれていた。また、工場の横の道路は「ビアザケ通り」と呼ばれていた。
- 旧スプリング・バレー・ブルワリーには、冷凍機がなかった。そのため、発酵温度を低く保たなければならないラガービールは10月から3月までの寒い時期に仕込みが行われ、夏季は醸造所敷地内の横穴で貯蔵し、主に夏から秋にかけて出荷された。
- 横浜工場には旧スプリング・バレー・ブルワリーを再現した建物があり、1991年にオープンした。明治時代当時の資料を参考に作られた地ビール醸造設備があった（後に工場内の醸造設備として、近代化・大規模化した）。また、そこにある設備で醸造したクラフトビールを提供するビアレストラン（パブブルワリー）「SPRING VALLEY BREWERY YOKOHAMA（スプリングバレーブルワリー横浜）」が併設されている。
- 2005年（平成17年）秋に現在のキリンビール創立100周年記念として、コープランド醸造の「ラガービール」（天沼ビアザケ）が約135年ぶりに横浜工場で復元され、2006年（平成18年）に横浜工場見学者限定の試飲キャンペーンを実施。2007年（平成19年）春季に非売品ながら瓶詰めとしてキャンペーンの当選者にプレゼントされた。
- 横浜工場・横浜支社では、創業者のコープランドの命日（2月11日）と6月[注釈 9] に彼の墓前（横浜の外国人墓地）で、最新のビールを供え、会社の発展を祈る墓前祭を行っている[33]。2006年（平成18年）からは、コープランドが醸造したものを復元したラガービールも供えられている。なお、1902年（明治35年）のコープランドの葬儀の一切は、スプリング・バレー・ブルワリー社の後身でキリンビールの前身であるジャパン・ブルワリー社が取り仕切った。

## グループ会社
★は過去のグループ会社
- キリンビールマーケティング（販売部門を担う完全子会社）
- キリン・ディアジオ★（現：ディアジオジャパンアドミニストレーションサービシーズ）
- ハイネケン・キリン★（現：ハイネケン・ジャパン）
- スプリングバレーブルワリー
- 永昌源
- Kirin Europe（ヨーロッパでの製造販売を統括）
- Four Roses Distillery（北米、フォアローゼズウイスキーの製造販売）
- 台湾麒麟啤酒（台湾）
- 麒麟（中国）投資有限公司

## 外縁・関係会社
- 三菱グループ
- 米久（ハムメーカー。パンなども手がける。三菱グループ内再編にともない三菱商事に移管）
  - 御殿場高原ビール（キリンビールの技術供与により誕生した地ビールメーカー、米久の子会社）
- 明治屋（創立当初、販売を委託していた）
- アールアンドケーフードサービス（ロイヤルホールディングスとの共同出資だが2006年より同社の連結子会社化）
  - 直系の外食子会社だったキリンダイニング（←キリンフードサービス）から営業権を譲受、ビアホール、ピザレストラン「シェーキーズ」、喫茶店「カフェ・セボール」等を運営
- ヤッホーブルーイング（長野県最大手のクラフトビールメーカー。業務資本提携を結んでおり、一部商品の生産を受託している)
  - 銀河高原ビール
- OBビール（日本統治時代の朝鮮に麒麟麦酒の出資により昭和麦酒として設立された。終戦により麒麟麦酒の持ち分が放棄されると、大株主のひとつだった斗山に経営権が移り、長らく斗山の中核事業の一つとなっていた。現在はドイツのアンハイザー・ブッシュ・インベブ傘下。）
- Bayerische Staatsbrauerei Weihenstephan

## 広報活動

### スポーツ
1995年よりサッカー日本代表公式スポンサーを務める。元々は前述のキリン原宿本社ビルが、山手線の線路を挟んで当時日本サッカー協会（JFA）が入居していた岸記念体育会館と向かい合わせだったという縁から、1978年にJFAが開催した「ジャパンカップ」に協賛したことがきっかけ。ジャパンカップは1985年に「キリンカップサッカー」と大会名を改め、現在に至るまで協賛を続けている。また2001年からはサッカー日本女子代表、2007年からはフットサル・ビーチサッカー日本代表にもカテゴリーを拡大、さらに2023年1月より日本代表のみならずJFAの全ての事業を支援するカテゴリー最高位の「JFAオフィシャルパートナー」契約を締結した。
日本オリンピック委員会のオフィシャルパートナーでもあったが、サッカーの国内プロ化以前から支援していたサッカーへのサポートに専念するため、2008年度（平成20年度）いっぱいで契約を打ち切った（その後、アサヒビールに変更）。また2007年（平成19年）まではバスケットボール男子日本代表のスポンサーでもあった。

### 芸術
キリンアートアワード開催やKPOキリンプラザ大阪での展示会など、現代アートへの寄与を行っていた。2007年（平成19年）11月1日以降の芸術文化支援はキリンホールディングス株式会社が主体となっている。
パフォーミングアートのイベント協賛として、静岡県静岡市で毎年秋に開催される「大道芸ワールドカップin静岡」に、静岡支社(旧静岡統括支社)が第二回目から協賛している。

### 歴代キャンペーンガール
1990年（平成2年）から2003年（平成15年）まで、自社のキャンペーンガールを選出していた。
- 1990年 飯島直子
- 1991年 原久美子
- 1992年 田中広子
- 1993年 中島史恵
- 1994年 あいざわかおり
- 1995年 本多雅代
- 1996年 米倉涼子

- 1997年 谷あい
- 1998年 中村みづほ
- 1999年 野島千佳
- 2000年 原田梓帆
- 2001年 岬たか子
- 2002年 西村美保
- 2003年 桜井裕美

## テレビ提供番組
提供クレジットは2006年（平成18年）までは「KIRIN」だったが、2007年（平成19年）から「KIRIN キリンビール」と表示されるようになった。現在は、「（麒麟のイラスト）KIRIN」と表示されている。提供案内は「キリンビール・キリンビバレッジの提供でお送りします・しました」と言う。また、希にグループ会社のメルシャンの製品CMも流れることもある。
2013年（平成25年）10月から2015年3月までは、一社提供・大筆頭番組を除き、常時提供の番組は報道番組のみとなった。
現在
筆頭提供（大筆頭）の番組では「よろこびがつなぐ世界へ KIRIN」とクレジットされる。
一社提供
- しあわせが一番（フジテレビ、関東ローカル並びにBSフジ、2017年3月までは「一番搾り」名義）
- KIRIN BEER "Good Luck" LIVE→キリン一番搾り日本全国パーソナリティ「これが私の一番おいしい!」リレー（TOKYO FM・JFN系）

提供枠が1分
- 踊る!さんま御殿!!（日本テレビ系 2016年4月 - 、2020年8月25日より絨毯つきのカラー表記。）
- 金曜ドラマ（TBSテレビ、カラー表記。[注釈 14]）[注釈 15][注釈 16]

提供枠が30秒
日本テレビ系列
- news zero ※カウキャッチャー（毎日→隔日）。2020年10月からSUBARUと1日置きの提供となった。嘗ては本編で同業者のアサヒビール（隔日）、サントリー（水曜）も提供していた[注釈 17]。
- ザ!鉄腕!DASH!!（2019年4月 - 、[注釈 18][注釈 19]）※TOS・UMKを含む。
- news every.（2020年4月 - ） ※当初は月曜の後半ナショナルスポンサーで、同年10月からは隔日前半ナショナルスポンサーでPT扱い[注釈 20][注釈 21][注釈 22]。
- 有吉の壁（2020年10月 - ） ※絨毯つきのカラー表記、後半ナショナルスポンサー。コラボCMを放送する場合もある。
- 秘密のケンミンSHOW 極（読売テレビ制作、2022年4月 - [注釈 23]）

テレビ朝日系列
- 報道STATION ※月曜から木曜の後半のナショナルスポンサー。ただしPT扱い。かつては月曜のみで、30秒提供だが「キリンビール」のコールがあった。しかし、2017年4月改編で月曜は降板。火・水曜は提供継続。その後2019年4月改編で月曜は復帰したが、2022年9月をもって再び降板。水・木曜は提供継続もいずれも番組の前半か中間に移動[注釈 24][注釈 25]。
2007年3月26日付けで降板し、2007年4月以降は「日曜洋画劇場」へ移動、その後復帰し現在に至る。2012年10月 - 12月は一時的に降板していた。
- サタデーステーション ※不定期で前半と後半の枠を入れ替え。ただしPT扱い。
- ポツンと一軒家（朝日放送テレビ制作） ※隔週で前後半入れ替え。

TBS系列
- マツコの知らない世界 ※隔週で前後半入れ替え。
- 火曜ドラマ（2021年1月 - 3月・2021年10月 - ）[注釈 26]
- ニンゲン観察バラエティ モニタリング ※20時台。
- 櫻井・有吉 THE夜会 ※同業者のサントリーやアサヒビールも別パートで提供している。
- ジョブチューン（2019年4月 - ）[注釈 27]
- 坂上&指原のつぶれない店

テレビ東京系列
- モヤモヤさまぁ〜ず2 ※18時台PT枠を経て、2017年4月より提供クレジット解禁。

フジテレビ系列
- 土曜プレミアム（2019年4月 - ） ※カラー表記。隔週で前後半入れ替え。[注釈 28]
- 新しいカギ（2022年4月 - ）[注釈 29]

特別番組
- SASUKE（TBS系、2020年以降年に1 - 2回）※最終ブロックの単独提供。最終ステージのセットには麒麟マークの垂れ幕が貼られている。

過去
- 日曜スペシャル（日本テレビ。通常は当社以外の複数社提供だが、不定期にキリン・シーグラムと共に提供する事が有った）
- THE夜もヒッパレ（日本テレビ）
- ズームイン!!SUPER→ZIP! （日本テレビ キリンフリー名義）
- 金曜ロードショー（日本テレビ 1985年から2010年3月までに至る、当番組の代表的な古参スポンサーであった。ただし、近年はスタジオジブリ作品のアニメ映画放送日やルパン三世アニメスペシャル放送時は提供を休止するケースがある。休止分の振り替えは特別番組の提供やキリンカップサッカーに廻される。）提供枠は『心ゆさぶれ!先輩ROCK YOU』に移動。
- スポーツうるぐす （日本テレビ 土・日曜共にカウキャッチャー）
- 心ゆさぶれ!先輩ROCK YOU（日本テレビ）1分30分以上である大筆頭スポンサー。初期のみライオン含む2社提供でもあったが、それ以降はNTTコミュニケーションズなどの週替わり状態となっていたが、末期はIHIと共にスポンサーを行った。
- 水曜ドラマ（日本テレビ） [注釈 30]
- 天才!志村どうぶつ園（日本テレビ 2020年8月のみの筆頭提供、同業のサントリーも提供。）
- ぐるぐるナインティナイン（日本テレビ）
- TBS木曜9時枠の連続ドラマ（第1期）→トップスターショー・歌ある限り（TBS）
- ザ・ベストテン（TBS、中期まではソフトドリンクのCMのみオンエア。一時期は「東京・原宿 キリンメッツ」名義で提供。）
- 音楽派トゥギャザー（TBS、「ザ・ベストテン」の後継番組であり、スポンサー枠も同番組から移動）
- 怪傑黄金時間隊!!（TBS）
- いきなり!クライマックス（TBS）
- 月曜ロードショー（TBS）
- 水曜ロードショー（TBS）
- 1985年の日本シリーズ（TBS、プロ野球日本シリーズの西武ライオンズ対阪神タイガースの第6戦ではキリンビールとキリン・シーグラムのみの提供スポンサーで、CMも企業CM（麒麟伝説）とキリン製品（キリンビール、ロバートブラウンなど）のみが流されていた。また、CMに入る際に中継映像をバックにキリン製品のラベルがテレビ画面の中央に表示される仕組みにもなっていた）
- 情報スペースJ（TBS）
- 筑紫哲也 NEWS23（TBS）
  - NEWS23X - カウキャッチャー
  - NEWS23 - 月曜から金曜のカウキャッチャー（2017年3月まで）→前半隔日パターン1のPT（2018年9月まで）。
- お天気ママさん（TBS）
- キリンものしりシリーズ（毎日放送）
- キズナ食堂（TBS） - 筆頭スポンサー、2009年4月から。スポンサー読みは「人と人との絆の傍に。キリンビール」と紹介していた。
- ひみつの嵐ちゃん!（TBS）
- 中居正広の金曜日のスマイルたちへ（TBS）
- ぴったんこカン・カン（TBS）
- 世界一の九州が始まる!（九州・沖縄のe-JNN加盟7局。2012年4月1日から。）
- SMAP×SMAP（フジテレビ・関西テレビ共同制作）
- プロ野球ニュース（フジテレビ系 1976年 - 1979年ごろ。1980年ごろから同業他社が提供するために降板）
- 名古屋国際女子マラソン（東海テレビ制作、フジテレビ系）
- 木曜劇場（フジテレビ） - 1992年秋の改編でMercianから引き継いで1994年秋の改編でノエビアに交代で降板した。長年続いた味の素から引き継いだ。現在はNTTドコモ→メディビューティー→レイクALSAに交代。
- JOCX-TV2など（フジテレビ）1987年10月から1990年まで、「ゾーンスポンサー」としてフジ深夜枠全体のスポンサーに。CMは枠の開始時に30秒のみで、枠内番組へのタイアップ中心であった。
- タモリの新・哲学大王!（フジテレビ） - キリンビバレッジ含む2社提供であるが、スポンサー読みは「おいしい、うれしい、たのしい。キリン」と紹介していた。
- タモリのネタでNIGHTフィーバー!（フジテレビ） - 末期以前までキリンビバレッジ含む2社提供だが、以降は一社提供。スポンサー読みは前述の「哲学大王」と同様。
- ゴールデン洋画劇場（フジテレビ） - 降板後は横浜ゴムに交代（1998年4月から提供復帰しマスターカードから引き継いだ）。
- フジテレビ系最終版ニュース（1994年10月 - 2019年9月）※新潟総合テレビを除く
  - ニュースJAPAN→あしたのニュース→ユアタイム→THE NEWSα→FNNプライムニュース α→FNN Live News α - カウキャッチャー[注釈 31]。
- フジテレビ系日曜（土曜深夜）最終版ニュース
  - FNNニュース最終版→ニュースJAPAN WEEKEND→感動ファクトリー・すぽると!&ニュース→ニュース&すぽると! - カウキャッチャー。
- スーパーナイト（フジテレビ系） - 1998年4月から9月まで三菱電機含む2社提供だが、以降は各社扱い。後半枠のみ。
- 新春かくし芸大会（フジテレビ） 最終パートのスポンサー。2004年まで筆頭スポンサーだったが、2005年から各社扱い。
- 人生の正解TV〜これがテッパン!〜（フジテレビ系）
- ホンマでっか!?TV（フジテレビ系）
- VS嵐（フジテレビ系） - 嵐が出演していた一番搾りのCMのみを放映していた。
- 土曜ワイド劇場（テレビ朝日） - キリン・シーグラムと共に提供することがあった。
- 愛川欽也の探検レストラン（テレビ朝日） - 一社提供番組。エンディングでキリングループ各社の紹介を行っていた。
- eat9（テレビ朝日） - 1988年3月までは一社提供。以降は複数社提供。
- とれんでぃ9（テレビ朝日）
- 華麗にAh!so（テレビ朝日）
- やべっちFC（テレビ朝日） - 2008年10月から筆頭スポンサー
- マツコ&有吉の怒り新党（テレビ朝日） - 2011年10月 - 2013年3月、カウキャッチャー（『ネオバラエティ』唯一）
- 相葉マナブ（テレビ朝日） - 2017年4月 - 2018年3月、※カラー表記・白絨毯付き
- キリン名曲ロマン劇場（東京12チャンネル（現・テレビ東京））
- スポーツ魂 →メガスポ!→neo sports（テレビ東京 土・日曜の片方を週代わりで提供）
- ソロモン流（テレビ東京系、キリンビバレッジとの共同提供。）
- 僕らの音楽 -OUR MUSIC-（フジテレビ系）- キリンビバレッジと共に提供、2008年3月28日の1時間スペシャルと第5期（2008年4月から2013年3月まで）。
- 日曜洋画劇場（テレビ朝日系）1分提供、2007年4月から2013年7月まで[注釈 32]
- 森田一義アワー 笑っていいとも!（フジテレビ系 キリンフリー名義[注釈 33]）
- ニューイヤー駅伝（TBS系 最終場面のスポンサー。一時はメインスポンサーだった）
- 最強の男は誰だ!壮絶筋肉バトル!!スポーツマンNo.1決定戦（TBS系）
- 美の巨人たち→新 美の巨人たち（テレビ東京系 [注釈 34]）

ほか多数

### ラジオ提供番組
一方のラジオでの番組提供はほとんどプロ野球中継の曜日別スポンサーでの提供契約が多かったため10月-翌年3月はスポットでの広告展開になっていたが、いつかは不明だが、FMでも広告を出稿する様になってからは通年通しでラジオCMが流れるようになった。しかし、未成年の飲酒やドライバーの飲酒運転が社会問題へ発展し、テレビ同様ビール・酒造組合からビールCMの広告展開の見直しが現在要求されている。それを見越して、一部の放送局では提供番組をプロ野球中継から音楽番組へ切り替えている。
現在
- 東海ラジオ ガッツナイター（レギュラーで流れるCMは地域限定CM。2011年などはドラゴンズスペシャル（月曜ナイター）にスポンサーだったこともあった）
- キリン一番搾り One More Pint!（NACK5、2011年5月 - 2023年3月）
- オールナイトニッポン（ニッポン放送・NRN系 2020年4月 -）（月・火・土曜担当）
- キリン一番搾り presents 音で旅するビールとわたし 〜音旅〜（TOKYO FM・JFN系、2021年10月3日 - 2023年3月26日）

過去
- JRNナイター（主にTBSラジオ制作のプロ野球中継、ただし大阪地区はABCラジオネットの曜日に流れていた。）
- NRNナイター（主にニッポン放送制作のプロ野球中継）
- KIRIN ビア・テラス・スペシャル・シート（TOKYO FM系JFN加盟各局にて放送されていた。ラヴ・ステーションというゾーンが編成されていたころの日曜13:00 - 13:25に放送。）
- 文化放送ライオンズナイター（文化放送制作の平日のプロ野球中継。番組は2019年4月以降も継続中だが、2010年代前半の途中で提供を降板。）
- NACK5 SATURDAYLIONS・SUNDAYLIONS（NACK5制作の土日のプロ野球中継。土曜は番組がノースポンサーを機に降板。日曜は2010年度を持って降板。）
- キリン氷結ストロング ストロングプレイヤー!→キリン一番搾り 一番プレーヤー（キリンラガービール ガツン!プレーヤー）→キリン一番搾り presents ICHIBAN プレーヤー!　各局それぞれのメールアドレスに試合中継対象試合のヒーローを予想し応募し、該当者の中から抽選で各局毎日1名ずつに麒麟麦酒の商品がプレゼントされる。NRN系列のうち、独自でプロ野球中継を実施しているSTVラジオ・東北放送・ニッポン放送・東海ラジオ・ABCラジオ・中国放送・KBCラジオで2009年（平成21年）4月から実施されている。2009年（平成21年）は氷結ストロング、2010年（平成22年）は局によりキリンラガービールかキリン一番搾りのいずれか。2014年以降は一番搾りで統一。2016年度以降は実施を見送っている。
- KIRIN BEER "Good Luck" LIVE（TOKYO FM・JFN系 2010年4月 - 2020年3月）
- キリン一番搾り全国パーソナリティ「これが私の一番おいしい!リレー」（TOKYO FM・JFN系、2020年4月 - 2021年9月）

### ディズニー
- 東京ディズニーリゾート（オフィシャルスポンサー）
  - リゾート内の各レストランにおいてビールおよびソフトドリンクの提供も行なっている。
- 東京ディズニーランド（カリブの海賊、ロイヤルストリート・ベランダ）
- 東京ディズニーシー（S.S.コロンビア・ダイニングルーム、テディ・ルーズヴェルト・ラウンジ）

## テレビ番組
- 日経スペシャル カンブリア宮殿（テレビ東京）
  - 「真のNo.1企業とは?」（2007年4月9日）- キリンビール 社長 加藤壹康出演[40]。
  - 巨大ビール会社を大改造せよ! 変化を恐れないキリンの挑戦（2020年11月26日、テレビ東京）- キリンホールディングス 社長 磯崎功典出演[41]。

## 出身著名人
- しりあがり寿 - 漫画家。在籍中は広告宣伝に携わっていた[42]。

## トリビア
スポーツ新聞の1頁目題字の段に、遅くとも1980年代の初め頃まで、キリンビールのビンの王冠の写真をデザインし、その上に「品質本位」という広告が掲載されてあった。
ビール瓶やアルミ缶・流通用段ボール箱等の形について、国内の同業他社（アサヒ・サッポロ・サントリー）が基本的に共通規格のものを用いているのに対し、キリンビールは独自規格品を使用している。理由としては軽量化やコスト削減の他、ビール瓶については「伝統の『なで肩』を守る」という目的もあるという。
一般的な太さのアルミ缶は、1995年頃から上部の直径が狭い「204径缶」を日本で初めて採用 している。飲み口の幅が広い広口缶（キリンでの名称は「飲み口ワイド缶」）も、他社では2000年代から採用開始されたのに対し、キリンでは1997年より「ビール工場」と「LA2.5」で採用を開始し、1998年には135ml缶を除く全商品で採用している。社内には「パッケージング技術開発センター」が設けられており、瓶・缶の軽量化やCO2排出量削減を継続的に行っている。
三菱系の関連会社内部での宴会や接待等でのビールはキリンに限られるという不文律があった（社内で使用する文房具には三菱鉛筆の製品が選ばれる、住友系の関連会社内部での宴会や接待等でのビールはアサヒに限られるというのと同様）。